# 玫瑰露酒
玫瑰露酒，是一种中药方剂，通常在中国南方广东等地采用。

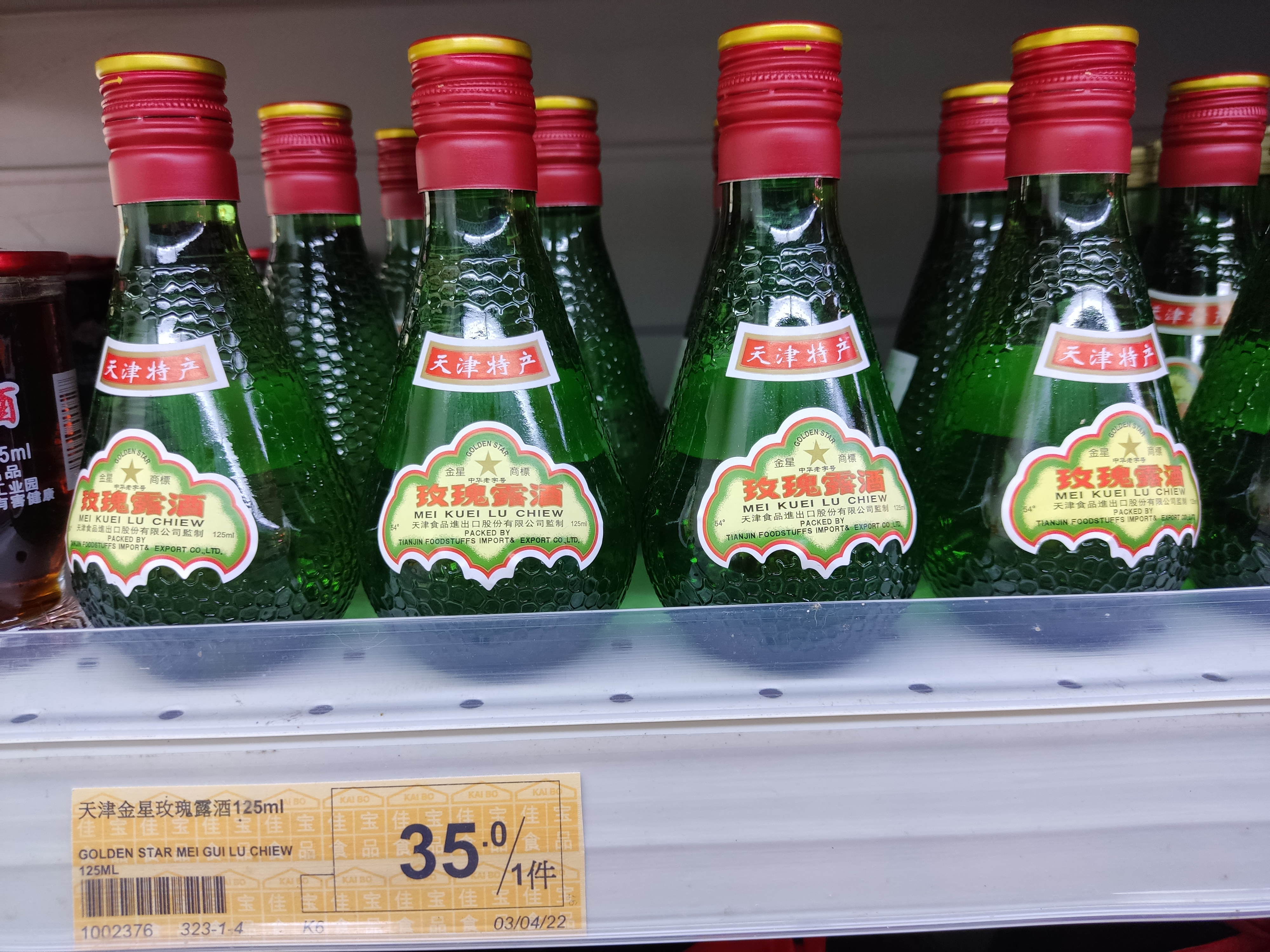
天津特產

## 沿革
根据明朝《普济方》，收录于《全国中药成药处方集》。采用鲜玫瑰花350g、冰糖2kg、白酒4L制作，将花浸酒中，冰糖同时放入，浸泡一月有余，可用于疏肝养胃、和血活血。也可以用米酒替代白酒。